# Wilhelmshöhe (Hürth)
Die Wilhelmshöhe in  Hürth ist eine Abraumhalde am Rande der Berrenrather Börde in der Ville zwischen Hürth, Kerpen und Frechen. Sie ist mit knapp 155 Metern die höchste Erhebung von Hürth und entstand als Kippe für den Braunkohletagebau  der umliegenden Gebiete.
Auf der Wilhelmshöhe plante die Stadt Hürth einen Windpark, der zunächst am Widerspruch der Flugraumsicherung zu scheitern drohte. Ende 2015 konnte aber mit dem Bau von drei Windkraftanlagen mit einer Leistung von je 2,85 MW und einer Gesamthöhe von 150 m durch das Bremer Unternehmen Energiekontor begonnen werden. 2016 erfolgte die Fertigstellung. Das Regelarbeitsvermögen des Windparks liegt bei gut 16 Mio. kWh pro Jahr.